# ケイト・ファース
ケイト・ファース（Kate Firth、1962年 - ）は、アメリカ合衆国の女優。